# 阿氏鋸鱗魚
阿氏鋸鱗魚為輻鰭魚綱金眼鯛目金鱗魚亞目金鱗魚科的其中一種，分布於西太平洋區的越南Nha Trang灣海域，棲息深度9-14公尺，體長可達12.1公分。

## 擴展閱讀
維基物種上的相關：阿氏鋸鱗魚